# 2,2,4-Trimethyl-1,3-pentandiol
2,2,4-Trimethyl-1,3-pentandiol ist eine chemische Verbindung und genauer – wenn nicht anders angegeben – eine 1:1-Mischung von zwei stereoisomeren chemischen Verbindungen aus der Gruppe der Alkandiole.

## Gewinnung und Darstellung
2,2,4-Trimethyl-1,3-pentandiol kann durch Hydrierung des Produkts, das sich aus der Aldoladdition von Isobutyraldehyd ergibt, gewonnen werden.

## Eigenschaften
2,2,4-Trimethyl-1,3-pentandiol ist ein brennbarer, schwer entzündbarer, kristalliner, weißer Feststoff, der löslich in Wasser ist.

## Verwendung
2,2,4-Trimethyl-1,3-pentandiol wird als Weichmacher in Polyestern für Nahrungsmittelverpackungen sowie als Lösungsmittel zum Beispiel für Druckfarben und als Ausgangsstoff für ungesättigte Polyester verwendet.